# Abe no Seimei
Abe no Seimei (安倍 晴明, Abe no Seimei) (21 de fevereiro de 921 - 31 de outubro de 1005) foi um onmyōji, um especialista em onmyōdō em meados do Período Heian, no Japão. Além do mais, seu importante papel na história o mostra mais como uma figura lendária do folclore japonês e tem aparecido em grande número em obras e filmes.
Seimei trabalhou como Onmyoji para imperadores e para o governo Heian, fazendo calendários e aconselhamento espiritual sobre a melhor maneira de se lidar com os problemas. Orava para o bem-estar dos imperadores e do governo, oferecendo aconselhamento sobre diversas questões. Ele também foi um astrólogo, previndo vários eventos. Gozava de uma vida extremamente longa, livre de qualquer doença grave, o que contribuiu para a crença de que ele tinha poderes místicos.
O Santuário Seimei, localizado em Kyoto, é um santuário popular dedicado a ele. Consta que a denominação da estação ferroviária Abeno, bem como de seu distrito, em Osaka, seriam em sua homenagem, pois seria um dos lendários locais de seu nascimento.

## Vida e Lenda

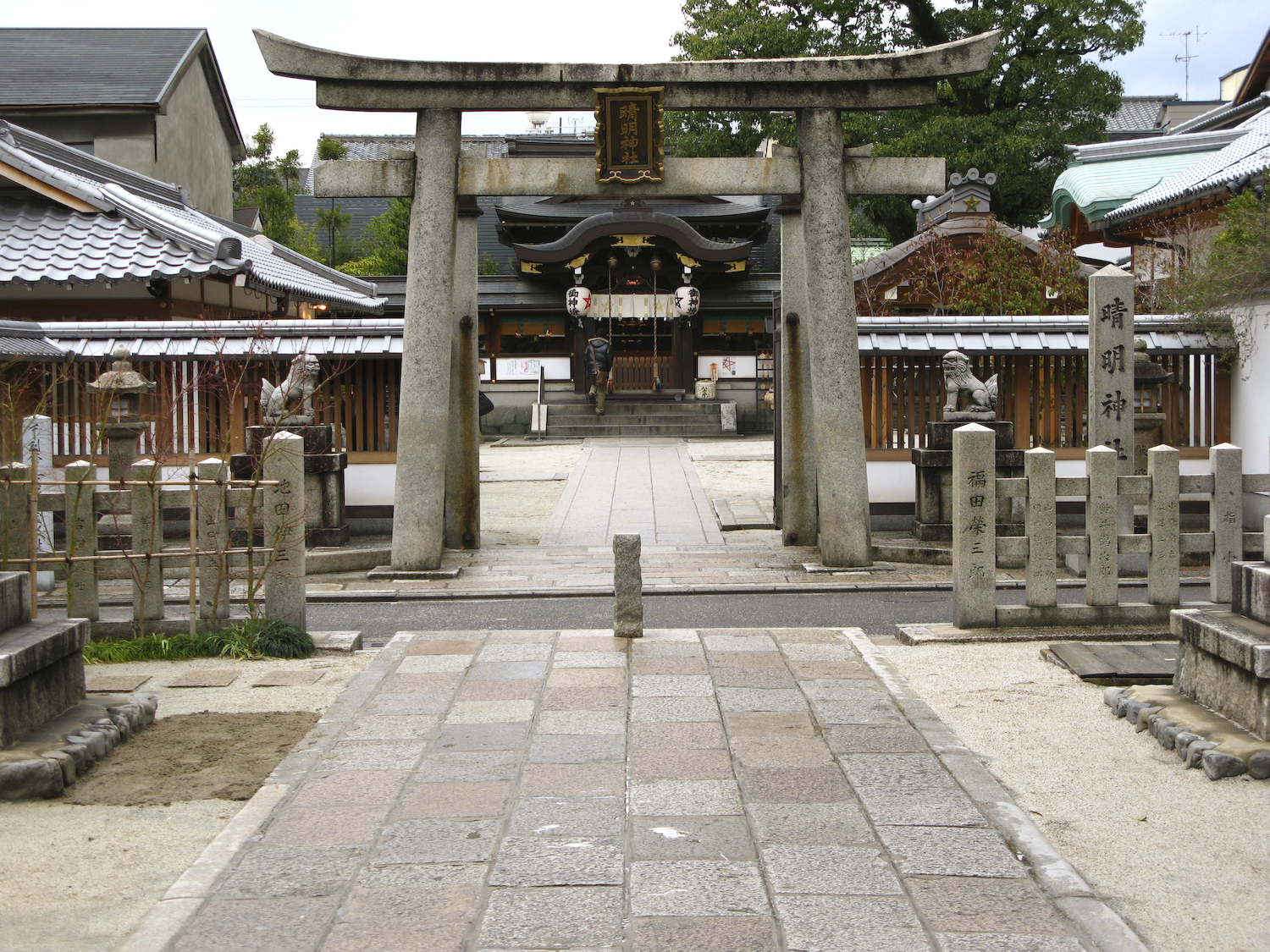
Torii do Santuário de Seimei em Kyoto.

Há bastante registros em relação a vida de Seimei, restando poucas dúvidas sobre a mesma. Após sua morte, no entanto, diversas lendas surgiram. Muitas dessas lendas foram originalmente escritas no Konjaku Monogatarishū, sendo circuladas muitas histórias sobre seus atos heróicos no Período Edo.
Abe no Seimei era um descendente do poeta Abe no Nakamaro e um discípulo de Kamo no Tadayuki e Kamo no Yasunori, adivinhos da corte Heian. Ele se tornou o sucessor de Kamo no Yasunori em astrologia e adivinhação, enquanto o filho de Yasunori assumiu uma responsabilidade menor, a de elaborar o calendário. Dentre as obrigações de Seimei estavam incluso a analise de eventos estranhos, a realização de exorcismos, a conjuração contra os maus espíritos, além da execução de vários ritos de geomancia. Creditava-se a ele a habilidade em adivinhar o sexo dos fetos e encontrar objetos perdidos. De acordo com o Konjaku Monogatarishu ele previu corretamente a abdicação do Imperador Kazan com base em sua observação dos fenômenos celestes.
A reputação de Seimei cresceu o suficiente que ao final do século X, o Onmyōryō, o ministério do governo de onmyōdō, era controlada pelo Clã Abe. O Clã Kamo também tornaram-se os guardiões hereditários do calendário.
O símbolo místico da estrela de cinco pontas equidistantes, referido no Ocidente como um pentagrama é conhecido no Japão como o Seiman Doman ou o Selo de Abe no Seimei.
Segundo a lenda, Abe no Seimei não era inteiramente humano. Seu pai, Abe no Yasuna, era humano, mas sua mãe, Kuzunoha, era uma kitsune (um "espírito de raposa"). Em uma idade muito precoce, no mais tardar aos cinco anos, ele teria sido capaz de comandar fracos oni (demônios da mitologia japonesa). A mãe de Seimei foi então confiada a Kamo no Tadayuki para que ele pudesse viver uma vida humana adequada, não se tomando o mal para si.
O Período Heian, especialmente o tempo em que viveu Seimei, foi um tempo de paz. Muitas de suas lendas giram em torno de uma série de batalhas mágicas com um rival, Ashiya Doman, que muitas vezes tentou constranger Seimei na tentativa de usurpar sua posição. Em uma dessas histórias temos Doman e Seimei ainda jovens travando um duelo de adivinhação onde deveria ser revelado o conteúdo de uma caixa particular. Doman faz uma outra pessoa colocar quinze tangerinas na caixa, para na sua vez "adivinhar" que havia quinze laranjas nela. Seimei consegue ver o através do ardil e transforma as laranjas em ratos, afirmando então que quinze ratos estavam na caixa. Quando os ratos foram revelados, Doman ficou chocado e foi derrotado.
Seimei está envolvido em inúmeros outros contos. Ele aparece como um personagem menor no Heike Monogatari e diz-se ser responsável por adivinhar a localização do Shuten-doji, um poderoso oni supostamente morto por Minamoto no Yorimitsu. A ele às vezes é dito ser o Onmyoji que descobriu a verdadeira natureza de Tamamo-no-Mae, embora a época da história de Tamamo-no-Mae não coincida com o período de vida Seimei, sendo esse ato muitas vezes creditado a um descendente, Abe no Yasuchika.

## Legado
Após a morte de Seimei o imperador ordena a construção de um santuário no local de sua casa, o Santuário Seimei. O santuário original foi destruído na guerra durante o século XV, mas foi reconstruído no mesmo local onde se encontra ainda hoje.
O asteróide 5541 Seimei, descoberto em 1976, é nomeado em sua homenagem .
A ele é também creditado a escrita do Senji Ryakketsu, uma cartilha onmyōdō.

## Ficção
Seu nome aparece em muitas obras de ficção, muitas vezes como um homem sábio e atencioso, raramente como um inimigo. Há exceções, como em Nurarihyon no Mago onde Seimei era também um grande ayakashi e o Senhor das Trevas.
Desde 1989, Abe no Seimei tem sido descrito como um bishōnen. 
O romance de fantasia Teito Monogatari, escrito em 1985 por Hiroshi Aramata, não apresenta Abe no Seimei, mas muitas características do Clã Tsuchimikado (que deve suas raízes a Abe no Seimei) tem um papel primordial na história. O protagonista do romance, o herege Onmyoji Yasunori Kato (cujo nome é uma referência a Kamo no Yasunori, professor do lendário Seimei) afirma descender de clã de Seimei. O romance best-seller é amplamente creditado como tendo reacendido o interesse em Seimei, oni e Onmyoji na cultura popular japonesa.
Em 1988, Baku Yumemakura iniciou uma série de romances chamada Onmyoji com Seimei retratado como um homem jovem e bonito que viveu em um Período Heian preenchido por seres misteriosos. Esta foi transformada em mangá por Reiko Okano, se tornando popular entre as adolescentes. Em 2002, uma série de televisão foi feita baseada nos romances. 
O filme Onmyoji, estrelado por Mansai Nomura como Seimei, foi lançado em 2001 (2004 nos EUA) pela Pioneer Entertainment,ex-subsidiária da Pioneer Corporation, agora conhecida como Geneon. Em 2003 foi produzida uma sequência chamada Onmyoji II. Como acontece com qualquer outro trabalho que caracteriza tanto Seimei quanto Minamoto no Hiromasa, estes filmes foram baseados em romances de Yumemakura. No entanto, apesar Yumemakura ter estado envolvido nas duas produções, a adaptação do mangá e do filme são muito diferentes em estilo e enredo.
O jogo eletrônico de horror Kuon apresenta Seimei caracterizado como um exorcista do sexo feminino que se torna um personagem jogável próximo ao final do jogo.
Para tirar proveito do sucesso dos filmes Onmyoji, a Fuji Television produziu uma minissérie em 2004 chamada Onmyoji: Abe no Seimei . Esta série não tem vínculos com qualquer uma das duas produções anteriores.
Seimei pode ser visto ainda no anime Magical☆Shopping Arcade Abenobashi, que foi lançado em 2004 nos EUA pela ADV Films. Ele também aparece no anime Gintama como um Onmyoji, assim como no anime Shonen Onmyouji que é sobre seu neto. Ele também é um personagem central no anime Otogi Zoshi.Seimei aparece como lendário Onmyoji no anime Sousei no Onmyoji que estreou em 2016,produzido pelo Studio Pierrot,assim como no anime Tokyo Ravens de 2013 produzido pelo Studio 8-bit. Ele aparece ainda no anime Drifters, produção de 2016 baseado em um mangá de Kouta Hirano (conhecido por ser o autor de Hellsing) como um aliado dos protagonistas. 